# Sahaspur
Sahaspur là một thị xã và là một nagar panchayat của quận Bijnor thuộc bang Uttar Pradesh, Ấn Độ.

## Địa lý
Sahaspur có vị trí 29°08′B 78°37′Đ / 29,13°B 78,62°Đ Nó có độ cao trung bình là 197 mét (646 feet).

## Nhân khẩu
Theo điều tra dân số năm 2001 của Ấn Độ, Sahaspur có dân số 22.604 người. Phái nam chiếm 53% tổng số dân và phái nữ chiếm 47%. Sahaspur có tỷ lệ 39% biết đọc biết viết, thấp hơn tỷ lệ trung bình toàn quốc là 59,5%: tỷ lệ cho phái nam là 44%, và tỷ lệ cho phái nữ là 33%. Tại Sahaspur, 21% dân số nhỏ hơn 6 tuổi.